# アルベルト・スタイフェンベルフ
アルベルト・スタイフェンベルフ（Albert Stuivenberg, 1970年8月5日 - ）は、オランダ・ロッテルダム出身の元サッカー選手、現サッカー指導者。プレミアリーグのアーセナルでアシスタントマネージャーを務める。
SCテルスターとHFCハールレムでプロとしてプレーした後、大怪我を負い、フェイエノールトとRWDモレンベークでコーチの道に進んだ。その後、アル・ジャジーラのユースチームやオランダU17代表、U21代表のコーチを務めた。2014年にマンチェスター・ユナイテッドでファン・ハールのアシスタントコーチに就任し、2017年にKRCヘンクで監督デビューを果たした。2018年にウェールズ代表のライアン・ギグスの下でアシスタントマネージャーに就任し、2019年12月にアーセナルに移籍した。

## 来歴
ロッテルダムに生まれ、地元のフェイエノールトのアカデミーで選手生活を始めたが、トップチームに入ることができず、HFCハールレムへ移籍した。その後、SCテルスターに移籍したが、1986年に十字靭帯を断裂し、3年後の1989年に若くして引退を余儀なくされた。
引退後は指導者の道を志し、オーフェルフェーンにあるCIOSスポーツアカデミーで教育を受けた。1992年、かつて所属していたフェイエノールトのユース監督に就任し、その後2001年にユース監督に就任した。2000/01シーズンは、フェイエノールトのベルギーの下部組織であるRWDモレンベークでトップチームのアシスタントコーチとして活躍した。フェイエノールトで13年間指導し、ロビン・ファン・ペルシなどを育てた後、2004年にアラブ首長国連邦のアブダビにあるアル・ジャジーラに移籍し、ユース部門の指揮を執ることになった。
中東での2年間の活動の後、オランダに戻りU17代表の監督に就任した。2011年と2012年のUEFA U-17欧州選手権でチームを優勝に導き、U21代表監督に昇格した。また、オランダサッカー協会のスカウトやKNVBアカデミーでプロのコーチの教育も行っている。

### マンチェスター・ユナイテッド
2014年7月、スタイフェンベルフは新監督のファン・ハールによってマンチェスター・ユナイテッドのアシスタントコーチに任命され、アシスタントマネージャーのライアン・ギグスと共に働いた。 2016年FAカップ優勝の2日後である5月23日にファン・ハールが解任されたことが発表され、それに伴いスタイフェンベルも契約解除となったことが発表された。

### KRCヘンク・ウェールズ代表
2017年1月、ヘンクで初めてプロチームの監督に就任した。ジュピラー・プロ・リーグでの満足のいく順位でなかったために解任されたペーター・マースの後任として、2016/17シーズンのUEFAヨーロッパリーグで準々決勝まで導いたものの、2017年12月10日に解任された。 2018年にはウェールズ代表のアシスタントマネージャーに就任し、マンチェスターユナイテッド時代に同僚だったライアン・ギグスの下で働くことになった。

### アーセナル
2019年12月24日、アーセナルでミケル・アルテタのアシスタントコーチを務めることが発表された。2021年7月26日、スタイフェンベルはそれまでウェールズ代表コーチとアーセナルのコーチを兼任していたが、クラブでの仕事に専念するためウェールズ代表のコーチを退任。 2022年1月1日、マンチェスター・シティとの試合3日前にアルテタが新型コロナウイルス陽性と判定され、監督代行として指揮を執った。試合は退場者を出すなどして1-2で敗れたものの、第3節でマンチェスター・シティに5失点を喫した試合とは打って変わって先制点を挙げるなど監督としての手腕も見せた。

## 監督成績
| クラブ    | 所属         | 成績   | 成績 | 成績 | 成績 | 成績    | 備考 |
| クラブ    | 所属         | 試合数 | 勝   | 分   | 敗   | 勝率(%) | 備考 |
| --------- | ------------ | ------ | ---- | ---- | ---- | ------- | ---- |
| KRCヘンク | プロ・リーグ | 48     | 23   | 15   | 10   | 47.9    |      |